# Калденсе
«Ка́лденсе» (порт.-браз. Associação Atlética Caldense) — бразильский футбольный клуб представляющий город Посус-ди-Калдас штата Минас-Жерайс.

## История
Клуб основан 7 сентября 1925 года, домашние матчи проводит на арене «Роналдан», вмещающей 7 600 зрителей. Лучшим достижением клуба в чемпионате штата Минас-Жерайс стало первое место, завоёванное им в 2002 году.
В 2015 году «Калденсе» дебютировал в Серии D чемпионата Бразилии, где занял седьмое место из 40 команд. В следующем году команда финишировала на 17 месте. В 2021 году клуб выступал в Серии D Бразилии.
Талисманом клуба является попугай.

## Достижения
- Чемпион штата Минас-Жерайс (1): 2002